# Bitva v zátoce Mijako
Bitva v zátoce Mijako (japonsky 宮古湾海戦, Mijako-wan Kaisen) byla námořní bitva, která se uskutečnila 6. května 1869. Samurajští stoupenci bývalého Tokugawského šógunátu bojující pod vlajkou nově vytvořené separatistické Republiky Ezo se při ní nedokázali zmocnit vlajkové lodi císařského námořnictva, parní obrněné lodi Kótecu. Tato bitva byla součástí významnější bitvy o Hakodate na konci války Bošin.

## Příprava
Nehledě na vydání hradu Edo nové vládě Meidži a na těžké ztráty v bitvách o Ueno a Aizu odmítlo mnoho vojenských jednotek a vůdců věrných bývalému šógunátu Tokugawa přijmout porážku. S takzvanou Severní aliancí (Óuecu Reppan Dómei) v troskách uprchla část Tokugawského námořnictva pod vedením admirála Takeakiho Enomota spolu s několika tisíci vojáky a hrstkou francouzských vojenských poradců na ostrov Hokkaidó, kde založili Republiku Ezo.
Nově vytvořené Japonské císařské námořnictvo vyplulo 9. března 1869 z Tokijského zálivu a 20. března dorazilo do zátoky Mijako v dnešním městě Mijako v prefektuře Iwate. Císařské námořnictvo bylo urychleně zformováno kolem ve Francii postavené obrněné lodi Kótecu o výtlaku 1410 tun, jež byla zakoupena od Spojených států. Dalšími loděmi byly kolesová korveta Kasuga o výtlaku 1310 tun, parní válečné lodě Hirjú a Dai Iči Teibó o neznámém výtlaku, dělový člun Jóšun o výtlaku 691 tun a válečná parní plachetnice Móšun o výtlaku 363 tun. Tyto lodě dodala v roce 1868 nově vytvořené ústřední vládě knížectví Saga, Čóšú a Sacuma. Císařské námořnictvo mělo celkem osm lodí: Kótecu, Kasugu, tři malé korvety a tři transportní lodě. Budoucí vrchní velitel Japonského císařského námořnictva Heihačiró Tógó byl v té době důstojníkem na korvetě Kasuga.
Admirál Takeaki Enomoto předvídal, že se císařské loďstvo chystá napadnout Republiku Ezo, a proto se rozhodl vyslat všechny tři své válečné lodě pod velením ministra námořnictva Republiky Ezo Ikunosukeho Araie, aby se zmocnily vlajkové lodi císařského námořnictva, obrněnce Kótecu. Její zajetí by vážně ochromilo císařské síly a Republika Ezo by tak získala čas, aby se mohla připravit na invazi nebo vyjednat výhodnější podmínky s aliancí Sacuma-Čóšú.

## Bitva

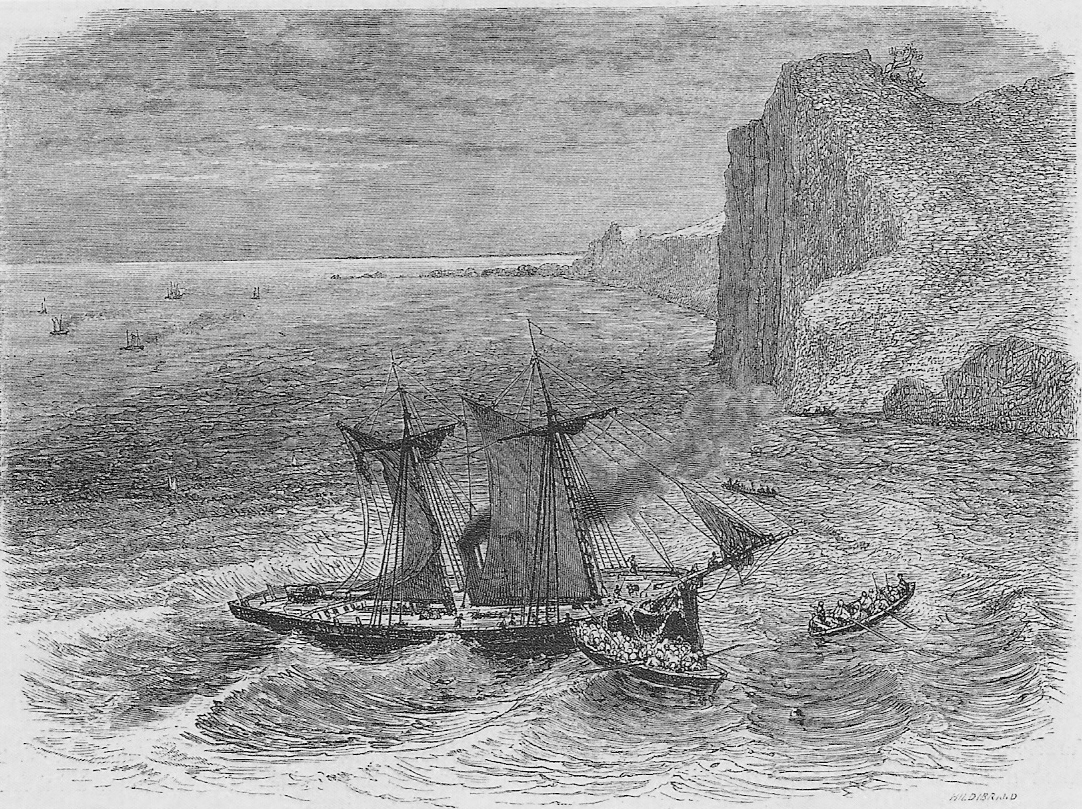
Zroskotání válečné lodi Kaiten č. 2 pronásledované císařským námořnictvem

Loďstvo Republiky Ezo vedla jeho vlajková loď, kolesová korveta Kaiten Maru (ex SMS Danzig) o výtlaku 1920 tun, jíž velel admirál Ikunosuke Arai. Na palubě měla elitní oddíly samurajské milice Šinsengumi, pod velením zástupce ministra obrany Tošizóa Hidžikaty, a rovněž bývalého francouzského námořního vojenského poradce Henriho Nicola. Ten byl pro útok vybrán, protože pocházel z Bordeaux a znal konstrukci a vlastnosti obrněnce Kótecu, který byl v Bordeaux postaven. Celkovou strategii útoku naplánoval jiný francouzský poradce, Eugène Collache, který se útoku zúčastnil na palubě parního válečného kutru Kaiten č. 2 (Daini Kaiten, ex Takao Maru, ex USRC Ashuelot nebo Ashylot) o výtlaku 356 tun. Na jeho palubě plula i elitní vojenská jednotka Šinbokutai. Třetí lodí v sestavě byl ozbrojený škuner Banrjú Maru o výtlaku 376 tun s elitním expedičním sborem Júgekitai a bývalým francouzským námořním dělostřeleckým expertem Clateauem na palubě.
Podle plánu měla eskadra lodí z Ezo provést celý útok jako operaci pod falešnou vlajkou, aby nepřítele překvapila a zmátla. Korveta Kaiten Maru měla proto vplout do zátoky Mijako pod americkou vlajkou. Celou operaci však, začaly pronásledovat problémy, ještě než se přiblížila k cíli. Začalo to špatným počasím, v němž kutr Kaiten č. 2 ochromily potíže s motorem a škuner Banrjú Maru ztratil kontakt se zbytkem eskadry. Proto kapitán škuneru nakonec zavelel k návratu zpět na Hokkaidó, takže se Banrjú Maru bitvy vůbec nezúčastnil. Kaiten č. 2 nedokázal plout rychleji než 3 uzly (5,6 km/hod), takže když Kaiten Maru zahájil útok, nebyl kutr ani zdaleka tam, kde měl podle plánu být.
Poté co se korveta Kaiten Maru přiblížila těsně k zakotveným lodím císařského námořnictva, vztyčila vlajku Republiky Ezo a přídí taranovala bok obrněnce Kótecu. Současně zahájila palbu ze svých děl. Její paluba však byla téměř o tři metry výš než paluba Kótecu, takže útočící samurajové byli nuceni se při abordáži spouštět na palubu obrněnce jeden po druhém. Poté co pominulo počáteční překvapení, se posádce Kótecu podařilo odrazit nepřátelský útok. Zejména střelba Gatlingovým kulometem způsobila útočníkům značné ztráty. Většina útočících samurajů zahynula. Henriho Nicola zasáhly dvě kulky a velitel vyloďovacích oddílů samurajské milice Šinsengumi, Gengo Kóga, byl zabit. Jeho úkoly poté převzal admirál Ikunosuke Arai. Korveta Kaiten Maru poškodila při svém útoku tři císařské válečné lodě, ale nakonec opustila bojiště, aniž se zmocnila obrněnce Kótecu.
Kaiten Maru vyrazila plnou parou ze zátoky Mijako pronásledována loděmi císařské válečné floty (které zahřívaly své motory, ještě než začal útok), právě když do ní kutr Kaiten č. 2 začal vplouvat. Korvetě Kaiten Maru se nakonec podařilo uniknout na Hokkaidó, ale kutr Kaiten č. 2 byl příliš pomalý, aby dokázal setřást své pronásledovatele. Nedaleko zátoky Mijako najela jeho posádka na břeh, aby mohlo mužstvo uprchnout do vnitrozemí. Kaiten č. 2 se po následném výbuchu způsobeném posádkou potopil. Deseti členům jeho posádky a 30 samurajům elitní jednotky Šinbokutai včetně bývalého francouzského důstojníka Eugèna Collacheho se podařilo uprchnout a několik dní se skrývat, ale posléze se vzdali vládním silám. Byli převezeni do Tokia k soudu. O osudu japonských vzbouřenců nevíme nic, ale Eugène Collache dostal nakonec milost a byl deportován do Francie.

## Závěr
Námořní bitva v zátoce Mijako byl smělý, ale zoufalý pokus námořnictva Republiky Ezo zneškodnit nebezpečně silnou císařskou obrněnou loď Kótecu. Jednalo se o první případ pěchotního útoku neboli abordáže na posádku obrněné lodi v Japonsku. Útok však skončil neúspěchem, došlo při něm navíc ke ztrátě vlastní válečné lodě, kutru Kaiten č. 2. Císařské námořnictvo pokračovalo nerušeně v plavbě na sever a bez překážek podporovalo vyloďování a bojové operace tisíců vládních vojáků v bitvě o Hakodate.